# 玛利亚·波提纳利像

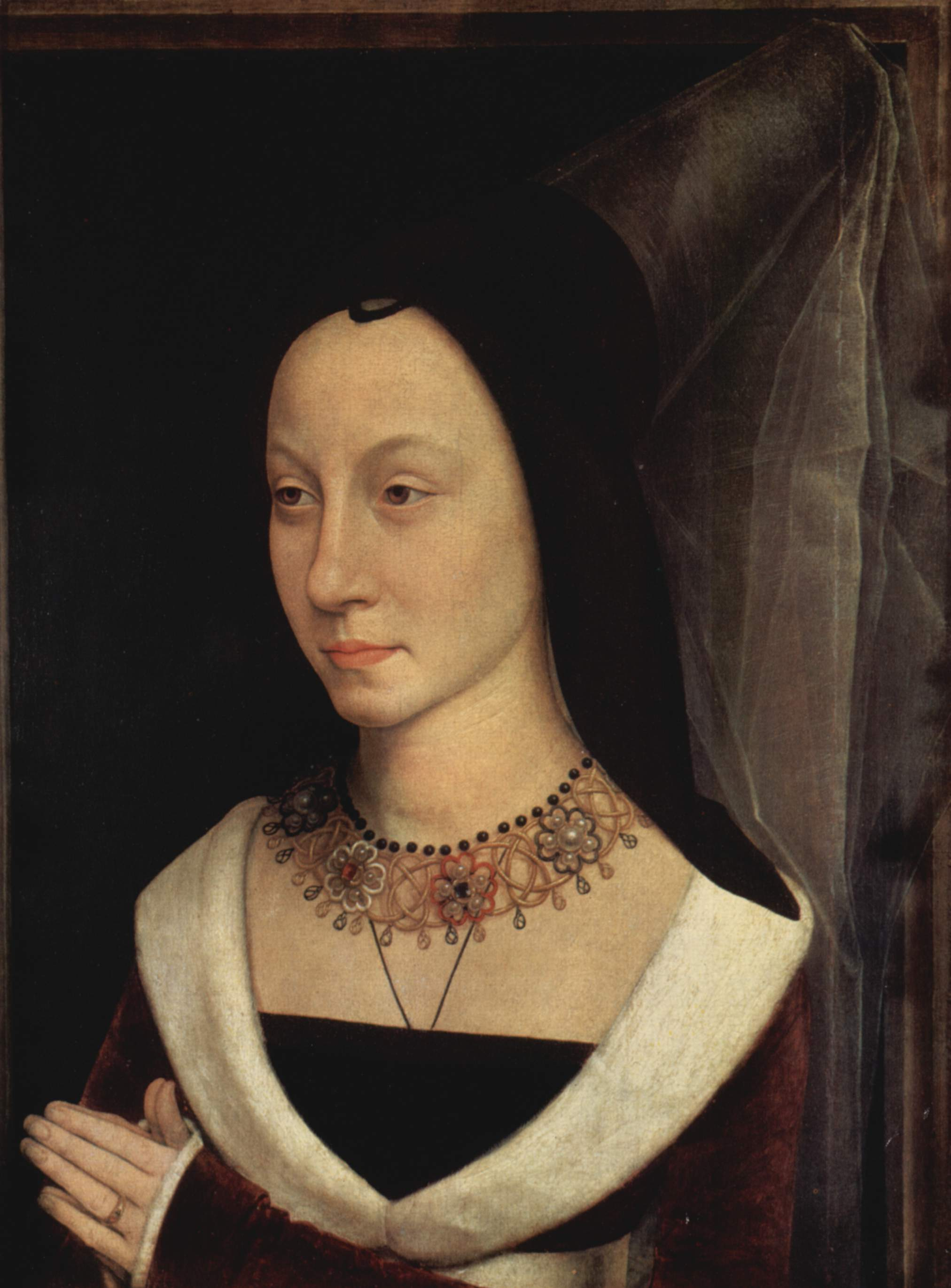
玛利亚·波提纳利像，约1470年至1472年，收藏于纽约大都会艺术博物馆

玛利亚·波提纳利像（義大利語：Ritratto di Maria Portinari）是一幅汉斯·梅姆林创作的蛋彩油画作品，成画于约1470年至1472年，描绘了玛利亚·玛达莲娜·巴隆切里。关于她本人的文献记载并不多，只知道她大约14岁，在不久后即将和意大利银行家托马索·波提纳利结婚。玛利亚穿着15世纪晚期流行的服饰，包括配有透明面纱的尖顶高帽，以及镶满精致珠宝的项链。
这幅画是一组以铰链相连的三联画的右翼部分，原三联画中间一部分已散佚，有16世纪的记录表示其描绘了圣母和圣婴。原三联画是受托马索·波提纳利之委托创作的，托马索本人在三联画左翼出现。托马索来自佛罗伦萨的一个著名家族，和勇士查理关系亲近，管理着一家由洛伦佐·德·美第奇控制的银行在布吕赫的分支机构，对弗拉芒艺术十分感兴趣。托马索最终因向查理提供的大笔高风险、无担保贷款而去职。
玛利亚·波提纳利像和托马索·波提纳利像现今被并排展出于纽约大都会艺术博物馆。

## 委托

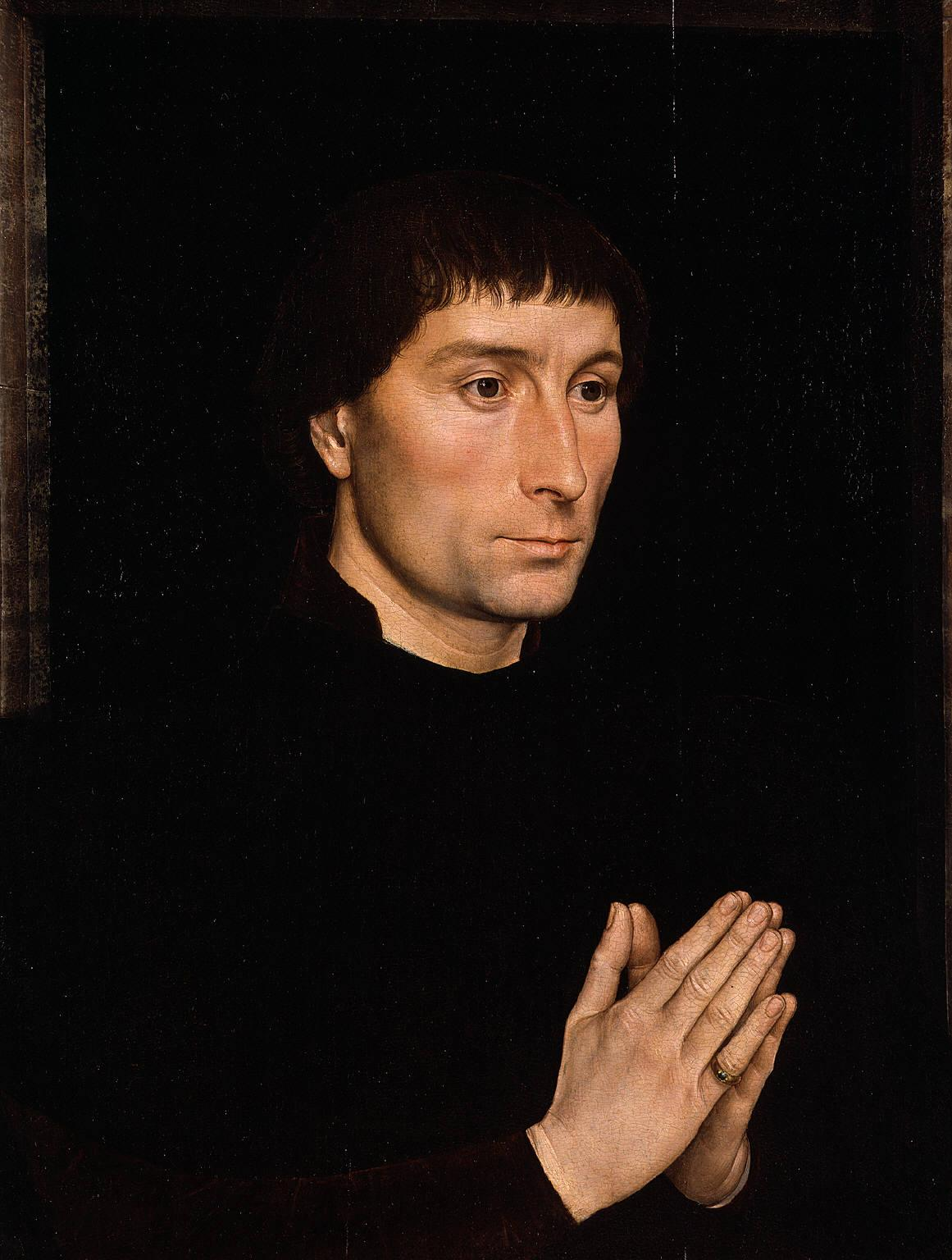
托马索·波提纳利像，约1470年，收藏于纽约大都会艺术博物馆

玛利亚·波提纳利像由对弗拉芒艺术特别感兴趣的托马索·波提纳利委托创作，是一组三联画的右翼部分。玛利亚和托马索像被分置于左右两翼，中间一部分已散佚，有16世纪的记录表示其描绘了圣母和圣婴。画像的大小和玛利亚、托马索两人的亲密程度显示，这组三联画可能是为私人祷告而创作的，但是部分艺术史学家认为，托马索敏锐的艺术嗅觉和对于其社会地位的执着，使得其也可能将这幅画小范围公开展示。这组三联画最初可能是为位于圣欧斯托焦圣殿半圆形后殿后方的波尔蒂纳里小堂绘制的，小堂建筑本身完成于1468年。
委托创作这幅画时，玛利亚14岁左右，成画于她结婚的1470年或稍晚。托马索当时管理着一家由洛伦佐·德·美第奇控制的银行在布吕赫的分支机构，其早年职业前途一片光明，但是在其向勇士查理提供大笔高风险、无担保贷款后，查理无法清偿债务，最终导致分支机构倒闭，托马索本人也因此去职。托马索早逝，1501年，他死去多年后，这幅画方才作为他收藏的一部分被记载下来。玛利亚当时尚在人世，是托马索的遗嘱执行人，此后她的命运并无记载。1501年的记载中，玛利亚和托马索像是一组三联画的左右两翼，三联画被描述为“一幅小而有价值的版面画，中央描绘了圣母，左右两翼分别为托马索和他的妻子玛利亚”。

## 描述
这幅画的主题是面向侧前方的玛利亚·波提纳利的半身像。玛利亚有部分北欧血统的特征，身着当时弗拉芒和意大利上流社会的最新款服饰，双手合十，作祈祷状，身后是暗色背景。汉斯·梅姆林早期的肖像作品中，背景通常没有特别的装饰，和同时代的扬·范·艾克和罗希尔·范德魏登等画家的风格类似，这一风格也受到勃艮第宫廷圈的喜爱；而梅姆林稍后的肖像作品中，则有着丰富的背景装饰。这一特征可用于区分梅姆林不同年代的作品。
这幅画中，玛利亚的脸被根据同时代的审美进行了理想化修正，特别是上扬的眉毛和拉长的鼻子。艺术史学家洛恩·坎贝尔注意到，梅姆林另一幅藏于里斯本国立古代美术馆的作品中，圣母的脸和玛利亚的脸有相似之处。玛利亚的头部相比人体比例被略微放大，这一特征也是同时代常见的技法，包括罗希尔·范德魏登、彼得鲁斯·克里斯蒂等均会采用，例如前者的仕女像和后者的年轻女孩像等。玛利亚的肘部置于未画出的栏杆上，恰好构成了视觉陷阱，使得观者以为她正靠在画面外的石框上。画中玛利亚戴着一条端庄的婚礼项链，装饰有珍珠、红宝石和蓝宝石等珠宝。在雨果·凡·德·古斯约1475年绘制的作品波提纳利祭坛画中，玛利亚的头饰十分相似，项链几乎完全一致。
玛利亚所戴的尖顶高帽被缩短了，同时周围缀有透明面纱，面纱从她的颈后落在她的肩上。这可能是为了保持头饰相对朴素，使得观者对项链的注意力不会被分散。玛利亚的衣服多为黑色或棕色，领口开阔，袖子有白色羽毛内衬的褶边。玛利亚有着深色的眼睛，坚挺的鼻子，厚嘴唇，尖下巴。画中她的双手合十，作祈祷状，但是偏向一侧。她戴有一枚饰有宝石的戒指，袖口有类似红色或胭脂色的天鹅绒的布料，由一根白带子系紧。她的头发向后梳，使得前额显得宽大，也更像雕塑；这正符合当时的审美时尚。

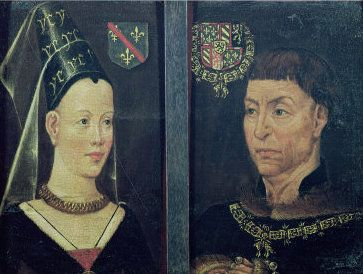
勇士查理和波旁的伊莎贝拉双人像，16世纪作品，收藏于根特美术馆

玛利亚的项链镶满珍珠、红宝石和蓝宝石等珠宝。项链上有三朵盛开的花朵：一朵白色的花，镶有红宝石；一朵红色的花，镶有蓝宝石；一朵灰蓝色的花，镶有珍珠。项链上部是一排缟玛瑙珠，下方悬挂着由金色和蓝灰色的细线编成的“小泪滴”。这条项链与约克的玛格丽特在她和勇士查理的婚礼上所戴的项链十分相似，波提纳利夫妇也参加了这场婚礼。查理在其本人和波旁的伊莎贝拉的双人像中的外貌和托马索有相似之处，同时波旁的伊莎贝拉的外貌也和玛利亚也十分相似。可能的原因是约1497年左右，雨果·凡·德·古斯在布吕赫和托马索共处期间看到了梅姆林的画作，将其中的部分元素整合进了他自己的作品。
这幅画在梅姆林的作品中保存最为完好。X射线成像术等技术手段显示，尖顶高帽原先包括排列成字母T和M形状的珍珠，分别是托马索和玛利亚的名字首字母。类似的字母组合可能表示两人间的婚姻关系，在雨果·凡·德·古斯为两人所作的画像中也有出现。有研究认为，这些珍珠在最后成画的过程中被移除，原因是其“在玛利亚正在崇拜的圣母和圣婴面前，太过明显的强调其富裕的生活”。在绘画过程中，玛利亚的耳朵一度露出来，但是稍后被尖顶高帽的额前装饰所遮盖住；这一变化在梅姆林约1470年至1480年的画作《多恩三联画》中也有出现。

## 传承
这幅画曾一度被认为是雨果·凡·德·古斯或扬·范·艾克的作品，直到1902年布吕赫的一次展览中才被和梅姆林联系起来。1916年，有艺术史学家将其描述为“毫无疑问”由梅姆林创作。这幅三联画被记载于托马索的遗产中。托马索之子又将三联画遗赠给佛罗伦萨修道院医院，并在其1544年的遗嘱提到了其内容：“……描绘了圣洁的圣母、捐赠者（托马索之子）的父母”。记录显示，直到拿破仑占领时期，三联画中间的部分和两翼方才分开。
1870年，这幅画以6000法郎的价格被出售给了迪里克·鲍茨，随后又在多个私人收藏家间流传，辗转罗马、佛罗伦萨、伦敦、巴黎等多个城市，最终于1910年被纽约的收藏家本杰明·阿特曼连同阿尔布雷希特·丢勒、杰拉尔德·大卫、小汉斯·霍尔拜因等人的作品购得。阿特曼1913年逝世。他的收藏品，包括这幅画，被遗赠给大都会艺术博物馆，和托马索·波提纳利像并排展出。

## 脚注
1. ↑  Wehle (1953), 131
2. 1 2  Waldman (2001), 28–33
3. ↑  Panofsky (1953), 294
4. ↑  Nash (2008), 127
5. ↑  ". J. Paul Getty Museum.   [2016-05-13]. （原始内容存档于2016-10-09）.
6. ↑  Wehle (1953), 129
7. ↑  . New York: Metropolitan Museum of Art.   [2016-01-31]. （原始内容存档于2018-11-16）.
8. 1 2 3 4  ". New York: Metropolitan Museum of Art.   [2016-03-17]. （原始内容存档于2018-11-16）.
9. ↑  Nash (2008), 125
10. ↑  Burn (1997), 36
11. ↑  Panofsky (1953), 348–49
12. 1 2  Campbell (1990), 18
13. 1 2  De Vos (1994), 30–32
14. ↑  Franke (2007), 135–136
15. 1 2 3  McConnell (1991), 19
16. ↑  Nash (2008), 126
17. ↑  Grössinger (1997), 60
18. ↑  Ainsworth (2009), 141
19. 1 2  Ainsworth, Maryan. . New York: Metropolitan Museum of Art. 2011  [2016-02-07]. （原始内容存档于2016-02-14）.
20. ↑  Franke (2007), 136
21. ↑  Franke (2007), 135
22. ↑  Ainsworth (1994), 85–86
23. ↑  Campbell (1998), 286
24. ↑  Friedländer (1916), 194–95
25. ↑  Haskell (1970), 275
26. ↑  Burn (1997), 37
27. ↑  Haskell (1970), 260